# Runenstein U 940

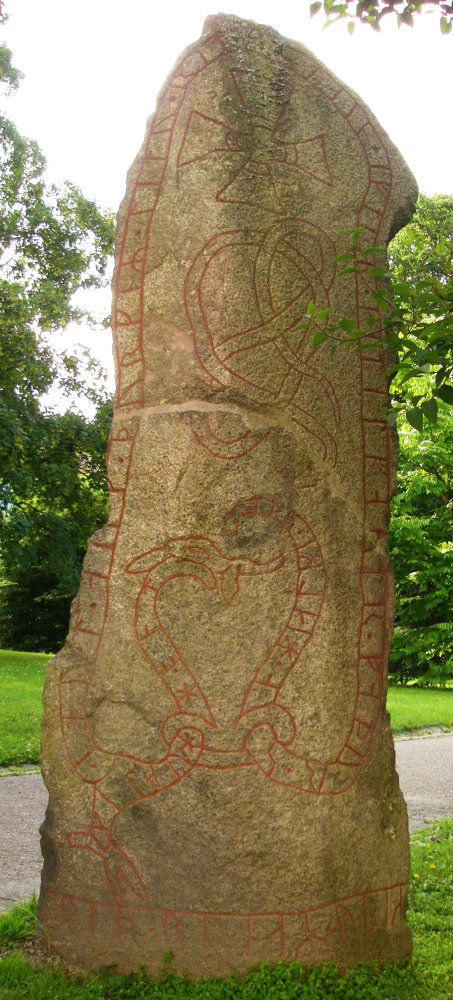
Runenstein U 940

Der Runenstein U 940 in Uppsala in Uppland in Schweden stammt ursprünglich von einem unbekannten Ort. Er wurde von einem ungeübten Runenschnitzer hergestellt. 
Der Runenstein aus hellgrauem Granit ist 2,7 m hoch und 1,0 m breit und wird ins 11. Jahrhundert datiert. Die Inschrift wird als Runensteinstil Pr3 (nach Gräslund) klassifiziert. Das Runenband besteht aus einer mit einem irischen Koppel verbundenen Schlange und einem zweiten schriftlosen Schlangenband. Ein Kreuz befindet sich im oberen Teil. Eine Runenreihe verläuft separat entlang des unteren Teils des Steins. Die Ornamentik ist ungeschickt und asymmetrisch ausgeführt und es liegen sprachliche Fehler vor. 
Für den Text gibt es mehrere Lesarten, die gebräuchlichste lautet: „Igul und Torger ließen den Stein errichten für Kättilfast, ihren Vater. Gillög … Öpir beriet bei den Runen.“
Der Satz „Öpir rådde runorna“ könnte bedeuten, dass Öpir, ein hochproduktiver Runenmeister, der in Uppland etwa 60 Runensteine hergestellt hat, den Stein nicht gemeißelt hat, sondern dass er als Lehrer fungierte. 
Der Stein befindet sich zusammen mit weiteren Runensteinen, einem modernen Runenstein sowie der Betonkopie einer bronzezeitlichen Schiffsritzung hinter dem Gustavianum im Universitetsparken (Universitätspark).